# Dolmens d'Airoles
Les dolmens d'Airoles (ou Ayroles) sont trois dolmens situés à Alzon, en France,,.

## Caractéristiques
Les dolmens se situent dans le département du Gard, à 3 km au sud-est du bourg d'Alzon, à 500 m au nord-est du hameau d'Airoles.

## Historique
Les monuments datent du Néolithique.